# Malo Krčmare
Malo Krčmare (en serbe cyrillique : Мало Крчмаре) est un village de Serbie situé dans la municipalité de Rača, district de Šumadija. Au recensement de 2011, il comptait 427 habitants.

## Démographie

### Évolution historique de la population
| 1948 | 1953 | 1961 | 1971 | 1981 | 1991 | 2002 | 2011 |
| ---- | ---- | ---- | ---- | ---- | ---- | ---- | ---- |
| 733  | 739  | 730  | 666  | 641  | 559  | 486  | 427  |

|  |